# 사카이선
사카이선(일본어: 境線)은 일본 돗토리현 요나고시의 요나고역부터 사카이미나토시의 사카이미나토역을 잇는 서일본 여객철도의 철도 노선(지방 교통선)이다.

## 노선 정보
- 관할 (사업 종별) : 서일본 여객철도 (제 1 종 철도사업자)
- 구간 (영업 거리) : 요나고 역 - 사카이미나토 역 17.9km
- 궤간 : 1067mm
- 역 수 : 16 (기종점역 포함)
  - 사카이 선 소속 역으로 한정된 경우, 산인 본선 소속의 요나고 역이 제외되어 15역이 된다.
- 복선화 구간 : 없음 (전 구간 단선)
- 전철화 구간 : 요나고 역 - 고토 역 간 전철화 (직류 1500V), 고토 역 - 사카이미나토 역 간 비 전철화
- 폐색 방식 : 특수 자동 폐색식 (전자 부호 조사식)
- 최고속도 : 100km/h

전 구간이 서일본 여객철도 요나고 지사의 관할이다.

## 역 목록
| 역명         | 일어 역명 | 역 애칭                      | 역간 거리 | 영업 거리 | 접속 노선                             | 소재지         |
| ------------ | --------- | ---------------------------- | --------- | --------- | ------------------------------------- | -------------- |
| 요나고       | 米子      | 네즈미 오토코(ねずみ男)      | -         | 0.0       | 서일본 여객철도 산인 본선 · 하쿠비 선 | 요나고시       |
| 바쿠로마치   | 博労町    | 콜로포클 (コロポックル)      | 1.0       | 1.0       |                                       | 요나고시       |
| 후지미초     | 藤見町    | 사시키 와리시 (座敷童子)     | 0.5       | 1.5       |                                       | 요나고시       |
| 고토         | 後藤      | 도로타 보 (泥田坊)           | 0.7       | 2.2       |                                       | 요나고시       |
| 산본마쓰구치 | 三本松口  | 소데히키 고조 (そでひき小僧) | 1.1       | 3.3       |                                       | 요나고시       |
| 가와사키구치 | 河崎口    | 가라카사 고조 (からかさ小僧  | 2.0       | 5.3       |                                       | 요나고시       |
| 유미가하마   | 弓ヶ浜    | 아즈키 아라이 (小豆洗い)     | 1.9       | 7.2       |                                       | 요나고시       |
| 와다하마     | 和田浜    | 쓰치코로비 (土転び)          | 2.5       | 9.7       |                                       | 요나고시       |
| 오시노즈초   | 大篠津町  | 스나카케 바바 (砂かけばばあ) | 1.4       | 11.1      |                                       | 요나고시       |
| 요나고쿠코   | 米子空港  | 베토베토 상 (べとべとさん)   | 1.6       | 12.7      |                                       | 사카이미나토시 |
| 나카하마     | 中浜      | 우시오니 (牛鬼)              | 0.5       | 13.2      |                                       | 사카이미나토시 |
| 다카마쓰초   | 高松町    | 스네코스리 (すねこすり)      | 1.1       | 14.3      |                                       | 사카이미나토시 |
| 아마리코     | 余子      | 고나키지 (子泣き爺)          | 0.7       | 15.0      |                                       | 사카이미나토시 |
| 아가리미치   | 上道      | 잇탄 모멘 (一反木綿)         | 1.3       | 16.3      |                                       | 사카이미나토시 |
| 바바사키초   | 馬場崎町) | 기지무나 (キジムナー)        | 0.9       | 17.2      |                                       | 사카이미나토시 |
| 사카이미나토 | 境港      | 기타로 (鬼太郎)              | 0.7       | 17.9      |                                       | 사카이미나토시 |